# Líneas Aéreas Privadas Argentinas
Líneas Aéreas Privadas Argentinas (in italiano: "Linee Aeree Private Argentine"), più comunemente conosciuta con l'acronimo LAPA (e conosciuta come ARG Argentina Línea Privada e AIRG dal 2001 al 2002), era una compagnia aerea con sede a Buenos Aires, in Argentina. Nel suo periodo di massimo splendore il vettore operava servizi internazionali verso gli Stati Uniti e l'Uruguay, oltre a un'ampia rete nazionale in Argentina. Inoltre operava anche servizi di voli charter. I voli nazionali e regionali venivano operati dall'Aeroparque Jorge Newbery in centro, mentre dall'Aeroporto di Buenos Aires-Ministro Pistarini un servizio internazionale per Atlanta. LAPA è stata la prima compagnia aerea a rompere un mercato monopolistico controllato da Aerolíneas Argentinas e dalla sua consociata Austral Líneas Aéreas, offrendo prezzi competitivi.
Cessò le proprie attività nell'aprile 2003.

## Storia

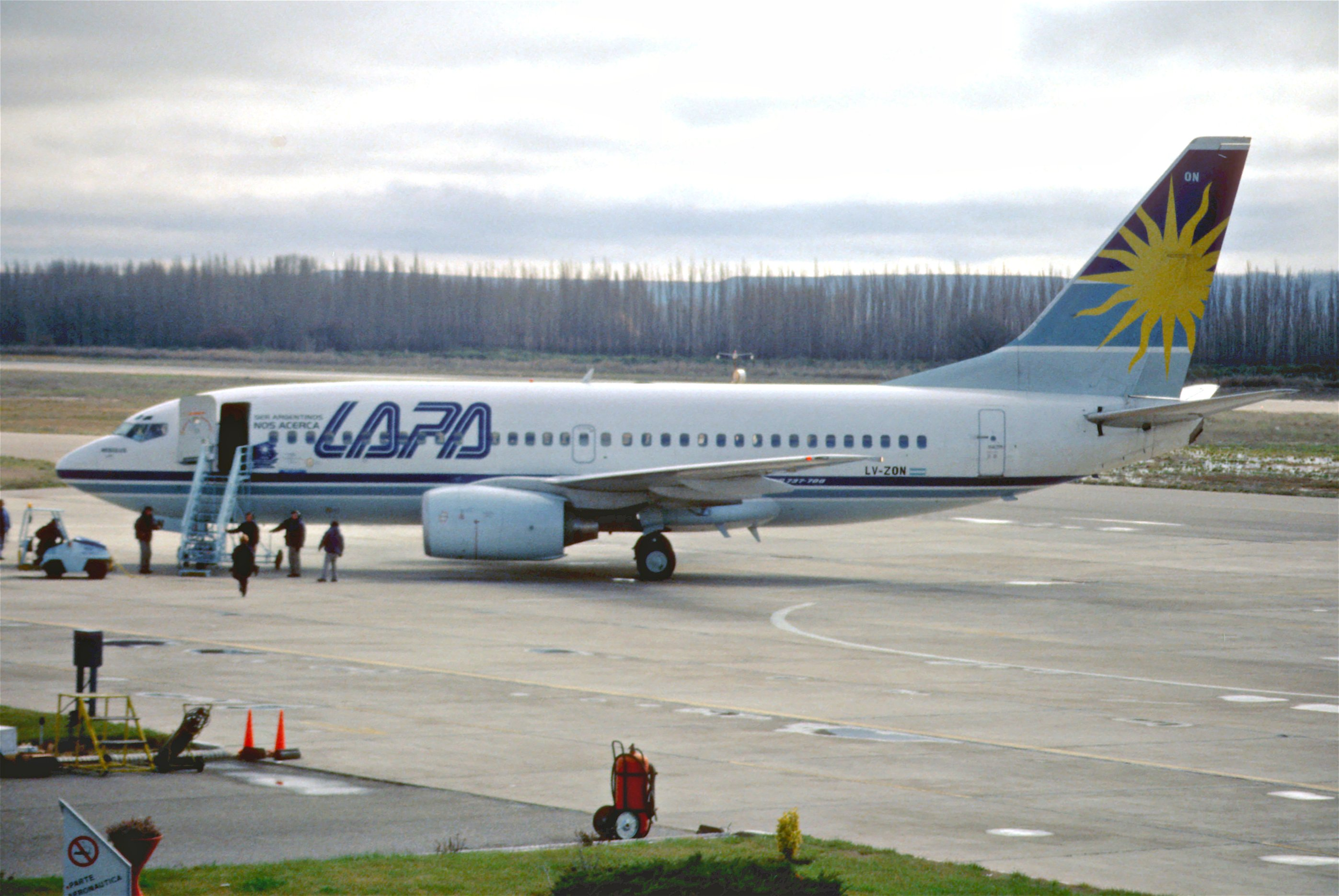
LV-ZON, uno dei 737 nella flotta di LAPA.

La compagnia aerea viene costituita nel 1977, inizialmente mirata a fornire rotte regionali all'interno della provincia di Buenos Aires. Nel maggio 1978 fu autorizzata a operare voli charter verso le città delle Americhe a partire dall'anno successivo. Nel luglio 1980 il principale azionista della società era Claudio Zichy-Thyssen; la flotta comprendeva tre YS-11A e un Piper Cheyenne che lavoravano su una rete nazionale di passeggeri e merci che serviva Concordia, Ezeiza, Gualeguaychú, La Plata, Necochea, Olavarría, Parana, Pehuajó, San Nicolas e Tres Arroyos. Gustavo Deutsch acquistò la compagnia nel 1984, quando aveva una rete composta da due rotte nazionali servite con un unico velivolo ad elica.
Nel gennaio 1987 la compagnia aerea era diventata il primo operatore sudamericano del Saab 340. Ebbe inizio un periodo di grande crescita nel 1993 quando ottenne i permessi per volare a Bariloche, Córdoba, Iguazú e Mar del Plata. Un anno dopo la rete di rotte comprendeva 17 destinazioni servite con tre aeromobili. Nel marzo 1995 LAPA contava 60 dipendenti e la flotta era composta da un Beechcraft B-58 Baron, un Beechcraft King Air 500, due Boeing 737 e due Saab 340 che lavoravano sulle rotte per Bariloche, Colonia, Córdoba, Iguazú, Mar del Plata, Mendoza, Montevideo e Villa Gesel. LAPA iniziò ad usare i Boeing 757 nel settembre 1995 quando prese possesso del suo primo aereo di questo tipo. Alla fine del 1996, LAPA deteneva il 30% della quota di mercato interno.

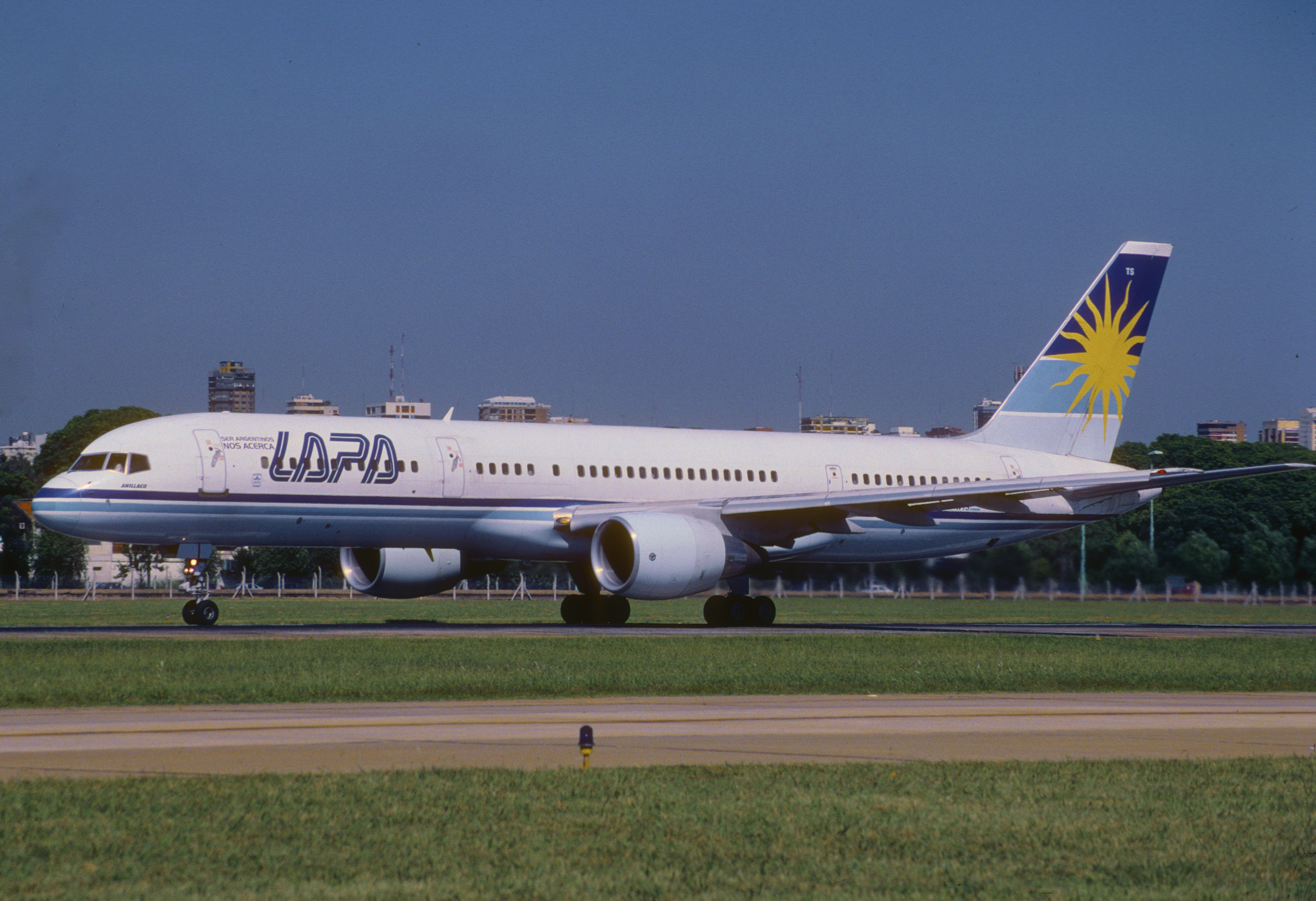
Un Boeing 757 di LAPA.

### Cambio di proprietà e nome
Il 27 settembre 2001 la compagnia aerea cambia nome in ARG Argentina Línea Privada in seguito all'acquisizione della compagnia da parte di Eduardo Eurnekian. Gli aeromobili furono dipinti con una nuova livrea, che mostrava l'acronimo ARG su entrambi i lati della fusoliera. Questa situazione causò un problema per la compagnia, poiché ARG è il codice ICAO di Aerolíneas Argentinas. A metà del 2002 il nome della compagnia aerea fu cambiato in AIRG. La compagnia aerea boliviana AeroSur e quattro investitori argentini acquistarono AIRG il 29 agosto 2002, ripristinando il nome originale LAPA.

## Chiusura e fine delle operazioni
La società presentò un'istanza di protezione dal fallimento nel maggio 2001 e chiuse le attività nell'aprile 2003, dopo che tre dei suoi cinque aeromobili furono ripresi dai locatori.

## Destinazioni
La compagnia aerea ebbe il suo periodo di massimo splendore in seguito alla deregolamentazione del mercato aereo argentino nel 1994 e gestiva una vasta rete di rotte regionali, oltre a servizi internazionali per Atlanta, Montevideo e Punta del Este.
L'elenco delle destinazioni servite al momento della chiusura nel 2003 comprendeva Buenos Aires, Comodoro Rivadavia, Córdoba, El Calafate, Florianópolis, Puerto Iguazú, Mendoza, Puerto Madryn, Puerto Montt, Salta, San Carlos de Bariloche, San Juan, San Luis, Santa Cruz de la Sierra, Santiago del Cile, San Paolo, Trelew, Tucumán e Ushuaia.

## Flotta
Prima del suo fallimento nell'aprile 2003, gli aerei più moderni della flotta, come i nuovissimi Boeing 737-700, i Boeing 757-200 e un singolo Boeing 767-300ER, la compagnia volava sulla rotta Buenos Aires-Atlanta, gradualmente restituiti ai loro locatori nel 2001 e nel 2002, poiché i loro contratti di affitto si sono rivelati troppo costosi. Quando LAPA cessò le attività nell'aprile 2003, solo tre dei suoi restanti cinque Boeing 737-200 Advanced erano ancora operativi.
La compagnia ha operato con i seguenti aeromobili nel corso della sua storia:
- BAC 1-11 400
- Boeing 737-200
- Boeing 737-200 Advanced
- Boeing 737-200C
- Boeing 737-700
- Boeing 757-200
- Boeing 767-300ER
- Embraer EMB 110 Bandeirante
- Piper Cheyenne
- Piper Cheyenne II
- Saab 340
- Short 330
- YS-11A-300

## Incidenti

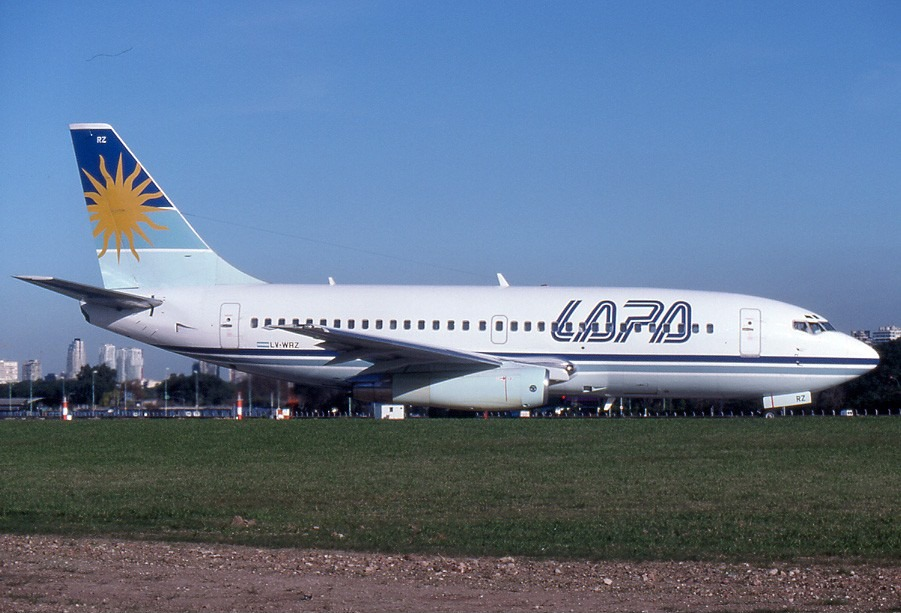
Il Boeing 737-200C LV-WRZ, precipitato nel 1999.

Il 31 agosto 1999 il volo LAPA 3142, un Boeing 737-200C immatricolato come LV-WRZ, che operava un servizio passeggeri di linea Buenos Aires – Córdoba, si schiantò durante il decollo dall'Aeroporto Jorge Newbery dopo che, a causa della totale irresponsabilità dei piloti, che persero tempo a chiacchierare e al loro ignorare l'allarme di errata configurazione in cabina, non riuscì a librarsi in volo. Incapace di fermarsi, l'aereo oltrepassò la pista, colpì la recinzione perimetrale a una velocità superiore a 250 chilometri all'ora (160 mph), colpì un'auto mentre attraversava un viale ed entrò in collisione contro un muro e macchinari pesanti prima di fermarsi su un campo da golf, prendendo fuoco meno di un minuto dopo. Su 103 occupanti dell'aereo 63 morirono nell'incidente, più 2 vittime a terra. L'incidente rimane il secondo più mortale nella storia dell'aviazione argentina, dietro il volo Austral Líneas Aéreas 2553.